# 水拔溪橋
台鐵水拔溪橋是位於台灣臺東縣加鹿溪上的一座鐵路橋樑，連接臺東縣關山鎮關山車站與鹿野鄉瑞和車站，1986年於舊橋原址重建新橋。

## 沿革
臺東線鐵路臺東（今稱台東舊站）至里壠（今關山）間軌距762mm的輕便鐵路，由台東開拓會社興建，1919年12月16日通車，推測跨越加鹿溪的「水拔溪橋」於當時即已存在，其長度與型式不詳。1920年代初期，臺灣總督府在交通系統一元化政策下，收購台東開拓會社興建的這段鐵路，改為官營，並自1921年起續築里壠（今關山）至璞石閣（今玉里）路段，銜接1919年5月17日即已完工通車的璞石閣（今玉里）至花蓮段762mm輕便鐵路，並在1926年完成臺東線鐵路全線通車。
1978年7月1日起，台鐵局進行東線鐵路拓寬工程，將臺東線鐵路由原來的762mm軌距拓寬為1067mm，於1982年6月27日竣工通車（但舞鶴－三民間自強隧道前後路段除外），其中水拔溪橋採就地加固橋台及橋墩方式辦理，並將鋼梁抽換為2孔20公尺預力梁，完工後橋梁全長40公尺，橋面鋪設1067mm軌距鐵軌。
日本時代後期及戰後，台鐵局陸續改建或補強老舊鐵路橋梁，並自1980年代起，實施大規模舊橋重建，除了已重建完成者之外，計羅列出29座橋梁，分別納入「五大橋梁重建工程」及「鐵路沿線老舊橋梁重建工程」兩項計畫。水拔溪橋由於受到1982年起實施「東部治山防洪計畫」整治河川上游、興建堤防並加寬堤距的影響，導致鐵路落於行水區內，影響排洪與行車安全，於是，台鐵局配合堤防法線及最高洪水位，規劃改建水拔溪橋，並納入「鐵路沿線老舊橋梁重建工程」項下。

## 設計施工
水拔溪橋採取就地重建方式施工，為了維持列車行駛，施工單位先在原舊橋下游側另建臨時軌(即施工便線)與臨時橋。此外，因水拔溪橋南側四百餘公尺尚有一座也需要重建的奸仔典溪橋（跨越加典溪），因此，兩橋的重建工程同步施作，並共同鋪設一條臨時軌便線。臨時軌在1985年12月16日切換通車啟用，列車改駛臨時軌之後，工程單位隨即動工拆除舊橋，改建新橋。
重建之水拔溪橋為4孔跨距22.9公尺單線箱型預力梁橋，橋長增延至91.6公尺，橋梁高程提高1.23公尺，橋墩為單圓柱懸臂式，基礎為圓形開口沉箱，於1986年11月21日完工，待鋪軌完成後，在1987年2月23日自臨時軌切換至新橋通車，並使用至今。

## 近況
- 2000年8月受碧利斯颱風影響，水拔溪橋南堤岸路基淘空坍塌（路線里程130k+573～650）[6][2]。
- 台鐵局初步檢查評估，水拔溪橋因梁底高程不足及線形不佳，有必要優先辦理改建[2]。
- 2014年6月28日，包含水拔溪橋在內的臺東線完成電氣化通車營運[7]。